# Typhochrestus
Typhochrestus Simon, 1884 è un genere di ragni appartenente alla famiglia Linyphiidae.

## Distribuzione
Le trentadue specie oggi attribuite a questo genere sono state reperite nella regione olartica: 6 specie sono state reperite solo in Algeria e cinque nella sola Spagna. La specie dall'areale maggiore è la T. digitatus, reperita in varie località della regione paleartica.

## Tassonomia
In alcune pubblicazioni è presente la grafia Typhochraestus: è da ritenersi un refuso..
Questo genere non è sinonimo anteriore di Tarsiphantes Strand, 1906 né di Pannicularia Tanasevitch, 1983, secondo un lavoro degli aracnologi Marusik, Böcher & Koponen del 2006 e contra altri due lavori: uno di Holm (1960a) e un altro dello stesso Tanasevitch (1985a).
A giugno 2012, si compone di 32 specie:
1. Typhochrestus acoreensis Wunderlich, 1992 — Isole Azzorre
2. Typhochrestus alticola Denis, 1953 — Francia
3. Typhochrestus berniae Bosmans, 2008 — Spagna
4. Typhochrestus bifurcatus Simon, 1884 — Spagna, Algeria
5. Typhochrestus bogarti Bosmans, 1990 — Marocco
6. Typhochrestus brucei Tullgren, 1955 — Svezia
7. Typhochrestus chiosensis Wunderlich, 1995 — Grecia
8. Typhochrestus curvicervix (Denis, 1964) — Tunisia
9. Typhochrestus cyrenanius Denis, 1964 — Libia
10. Typhochrestus digitatus (O. P.-Cambridge, 1872)[3] — Regione paleartica
11. Typhochrestus djellalensis Bosmans & Bouragba, 1992 — Algeria
12. Typhochrestus dubius Denis, 1949 — Francia
13. Typhochrestus epidaurensis Wunderlich, 1995 — Grecia
14. Typhochrestus fortunatus Thaler, 1984 — Isole Canarie
15. Typhochrestus hesperius Thaler, 1984 — Isole Canarie
16. Typhochrestus ikarianus Tanasevitch, 2011 — Grecia
17. Typhochrestus inflatus Thaler, 1980 — dalla Svizzera all'Asia Centrale
18. Typhochrestus longisulcus Gnelitsa, 2006 — Ucraina
19. Typhochrestus mauretanicus Bosmans, 1990 — Marocco, Algeria
20. Typhochrestus montanus Wunderlich, 1987 — Isole Canarie
21. Typhochrestus numidicus Bosmans, 1990 — Algeria
22. Typhochrestus paradorensis Wunderlich, 1987 — Isole Canarie
23. Typhochrestus pygmaeus (Sørensen, 1898) — Canada, Groenlandia
24. Typhochrestus sardus Bosmans, 2008 — Sardegna
25. Typhochrestus simoni Lessert, 1907 — Europa
26. Typhochrestus sireti Bosmans, 2008 — Spagna
27. Typhochrestus spatulatus Bosmans, 1990 — Algeria
28. Typhochrestus splendidus Bosmans, 1990 — Algeria
29. Typhochrestus sylviae Hauge, 1968 — Norvegia
30. Typhochrestus uintanus (Chamberlin & Ivie, 1939) — USA
31. Typhochrestus ultimus Bosmans, 1990 — Algeria
32. Typhochrestus virilis Bosmans, 1990 — Algeria

### Specie trasferite
- Typhochrestus borealis Jackson, 1930; trasferita al genere Mecynargus Kulczyński, 1894[1].
- Typhochrestus borealis thori Jackson, 1934; trasferita al genere Mecynargus Kulczinski, 1894.
- Typhochrestus convexus Simon, 1884; trasferita al genere Brachycerasphora Denis, 1962.
- Typhochrestus jeniseicus Eskov, 1981; trasferita al genere Paraeboria Eskov, 1990.
- Typhochrestus latithorax (Strand, 1905); trasferita al genere Tarsiphantes Strand, 1905.
- Typhochrestus pallidus (Holm, 1939); trasferita al genere Scandichrestus Wunderlich, 1995.
- Typhochrestus parvicornis Simon, 1884; trasferita al genere Brachycerasphora Denis, 1962.
- Typhochrestus parvus Kulczyński, 1926; trasferita al genere Phlattothrata Crosby & Bishop, 1933.
- Typhochrestus septentrionalis Jackson, 1834; trasferita al genere Semljicola Strand, 1906.
- Typhochrestus sinuosa (Tanasevitch, 1983); trasferita al genere Tarsiphantes Strand, 1905.
- Typhochrestus tenuis Holm, 1943; trasferita al genere Scandichrestus Wunderlich, 1995.

### Sinonimi
- Typhochrestus conwentzi (Dahl, 1912); esemplari trasferiti qui dal genere Savignia e riconosciuti in sinonimia con Typhochrestus digitatus (O. P.-Cambridge, 1872) a seguito di un lavoro di Wiehle (1960a)[1].
- Typhochrestus dorsuosus (O. P.-Cambridge, 1875); riconosciuta sinonima di T. digitatus (O. P.-Cambridge, 1872) a seguito di uno studio di Denis (1949a)[1].
- Typhochrestus hispaniensis Wunderlich, 1995; esemplari riconosciuti in sinonimia con Typhochrestus bogarti Bosmans, 1990 a seguito di un lavoro dello stesso Bosmans del 2008[1].
- Typhochrestus jacksoni (Denis, 1937); esemplari trasferiti qui dal genere Tapinocyba e riconosciuti in sinonimia con T. digitatus (O. P.-Cambridge, 1872) a seguito di un lavoro di Bosmans & Abrous del 1990[1].
- Typhochrestus rufipes (Bösenberg, 1902); esemplari trasferiti qui dal genere Lophomma e riconosciuti in sinonimia con T. digitatus (O. P.-Cambridge, 1872) a seguito di un lavoro di Marusik, Gnelitsa & Koponen del 2007[1].